# David et Goliath (Michel-Ange)
Pour les articles homonymes, voir David et Goliath.
David et Goliath est une fresque (570 × 970 cm) réalisée par  Michel-Ange, datant de vers 1508, laquelle fait partie de la décoration du plafond de la chapelle Sixtine, dans les Musées du Vatican à Rome, commandée par Jules II.

## Histoire
Michel-Ange a commencé à peindre les travées de la voûte en commençant près de la porte d'entrée utilisée lors des entrées solennelles du pontife et de son entourage dans la chapelle, pour terminer par la travée au-dessus de l'autel. David et Goliath (Livres de Samuel, 17, 1-54 ) qui orne le pendentif immédiatement à droite de la porte, est l'une des premières scènes à être réalisée.

## Description et style

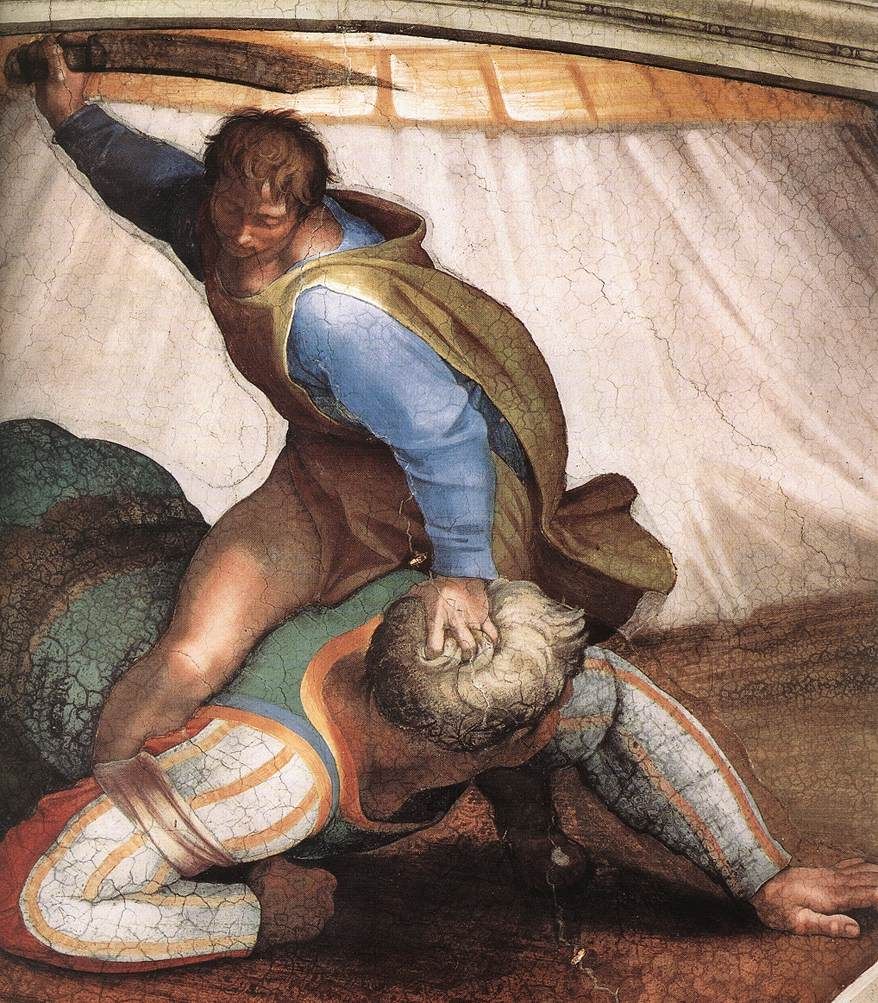
Détail.

David et Goliath fait partie des quatre pendentifs avec des histoires de l'Ancien Testament, liées à la protection par Dieu du peuple d'Israël.
La scène se déroule de nuit, avec les figures des protagonistes au centre qui sont éclairées par une lumière claire et forte. David et Goliath sont enlacés dans le duel mortel, avec le géant déjà tombé au sol et le jeune homme au-dessus de lui, le saisissant par les cheveux pour lui couper la tête avec la grande épée qu'il tient dans sa main droite. La tête de David a été transférée par un spolvero soigneux et montre un fort raccourci avec une texture dense de coups de pinceau.
Au premier plan, la fronde est abandonnée sur le sol ; en arrière-plan, un rideau lumineux a des reflets violets et, sur les côtés, des visages de soldats apparaissent au loin et dans l'obscurité, qui regardent le duel avec appréhension.
La composition est soigneusement étudiée afin d'atténuer l'irrégularité de la surface, forçant l'aperçu audacieux des deux protagonistes au centre, avec le périmètre du rideau vu de très haut qui génère une accélération de perspective le long de l'axe central, comme si le les personnages se renversaient sur le spectateur.
La scène est à relier, d'un point de vue iconologique, à l'autre pendentif de Judith et Holopherne : dans les deux cas, deux personnages qui ne semblent pas forcément briller - une femme et un jeune homme - parviennent à libérer le peuple d'Israël de terribles ennemis, préfigurant le triomphe de l'Église. Les deux pendentifs font également allusion à « l'humilité victorieuse » ; le thème de « l'humiliation » se retrouve également dans l'histoire voisine de L'Ivresse de Noé, qui préfigure le Christ moqué.

## Analyse
Michel-Ange a principalement suivi le texte biblique (Samuel 17, 49-51) où il est dit que le géant tomba face contre terre après que David l'eût atteint de la pierre lancée par sa fronde. Il pourrait avoir puisé une inspiration formelle dans la gravure d'un Florentin anonyme qui présente une variante de la composition correspondante de la Porte du Paradis de Ghiberti (Charles de Tolnay), argumentation suivie par Haitovsky (1988). Un modèle formel pour la position de corps de David pourrait être un relief de Mithra aujourd'hui au Louvre (Bober/Rubinstein, 1986). Posèq (1997), moins convaincant, croit reconnaitre dans un essai sur l'iconographie de David et Goliath, des correspondances significatives entre la fresque de Michel-Ange et le dessin de Léonard de Vinci montrant Aristote et Phyllis (Zöllner, 2003).